# Barbe Noire
Barbe Noire (Zwartbaard) is een Belgisch bier van hoge gisting.
Het bier wordt sinds 2011 gebrouwen in Brouwerij Verhaeghe te Vichte. 
Het is een donkerbruin bier, type stout met een alcoholpercentage van 9%. Dit bier behoort samen met Barbe d'Or en Barbe Rouge tot een reeks van drie Barbe-bieren.